# U žlíbku
U žlíbku je přírodní památka poblíž obce Protivanov v okrese Prostějov. Území je ve správě Krajského úřadu Olomouckého kraje.

## Předmět ochrany
Důvodem ochrany je louka s cenným společenstvem hořečku českého (Gentianella bohemica) na acidofilních suchých trávnicích svazu Violion caninae. V některých letech jeho populace dosahuje až tisíc exemplářů.

## Flóra
Travní porost louky má charakter podhorských smilkových trávníků.

## Vodstvo
Severozápadně od přírodní památky teče Huťský potok.

## Geologie
Podloží je tvořeno kulmskými drobami, na kterých se vyvinuly oligotrofní kambizemě.

## Fotogalerie

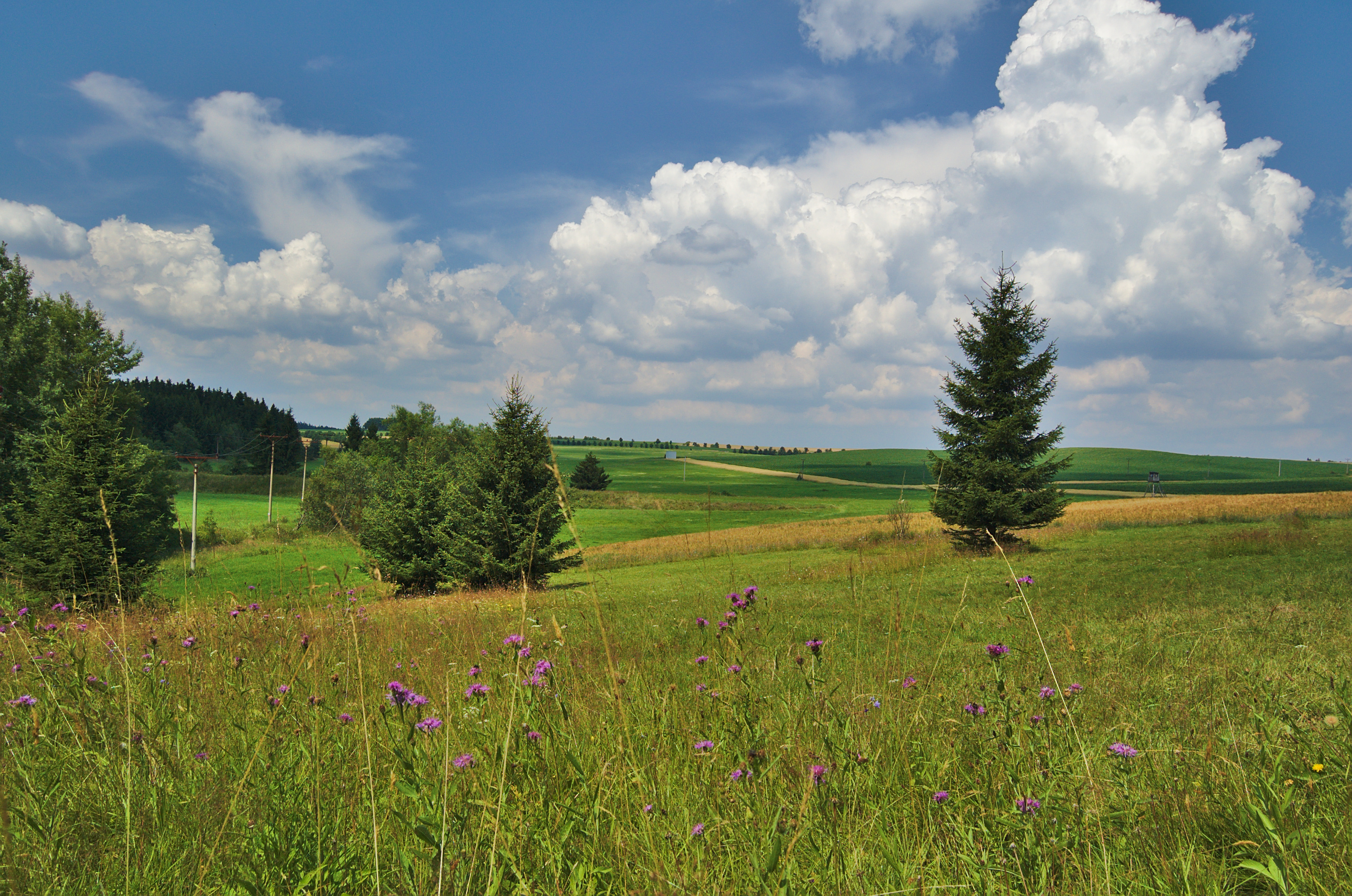
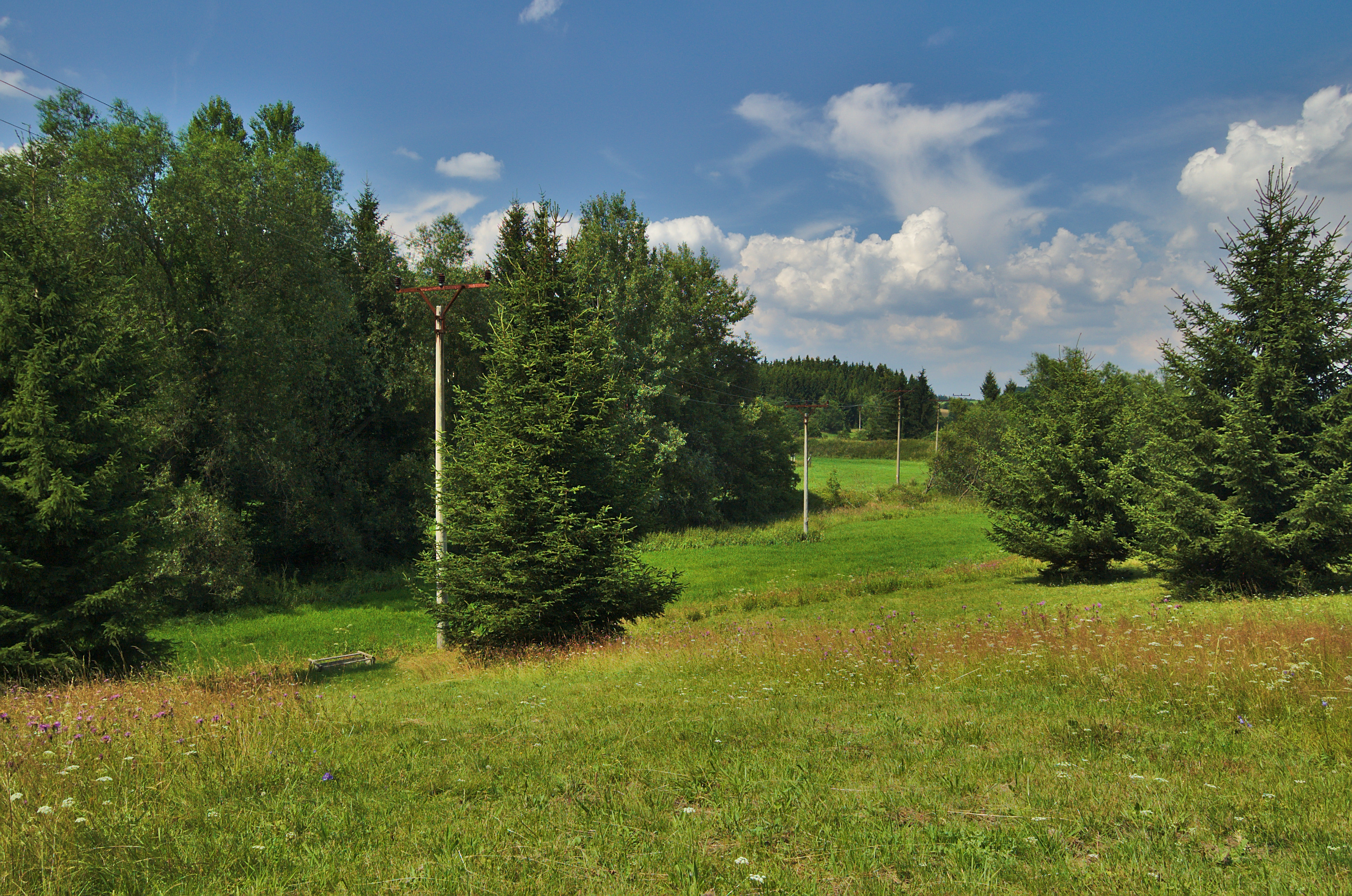
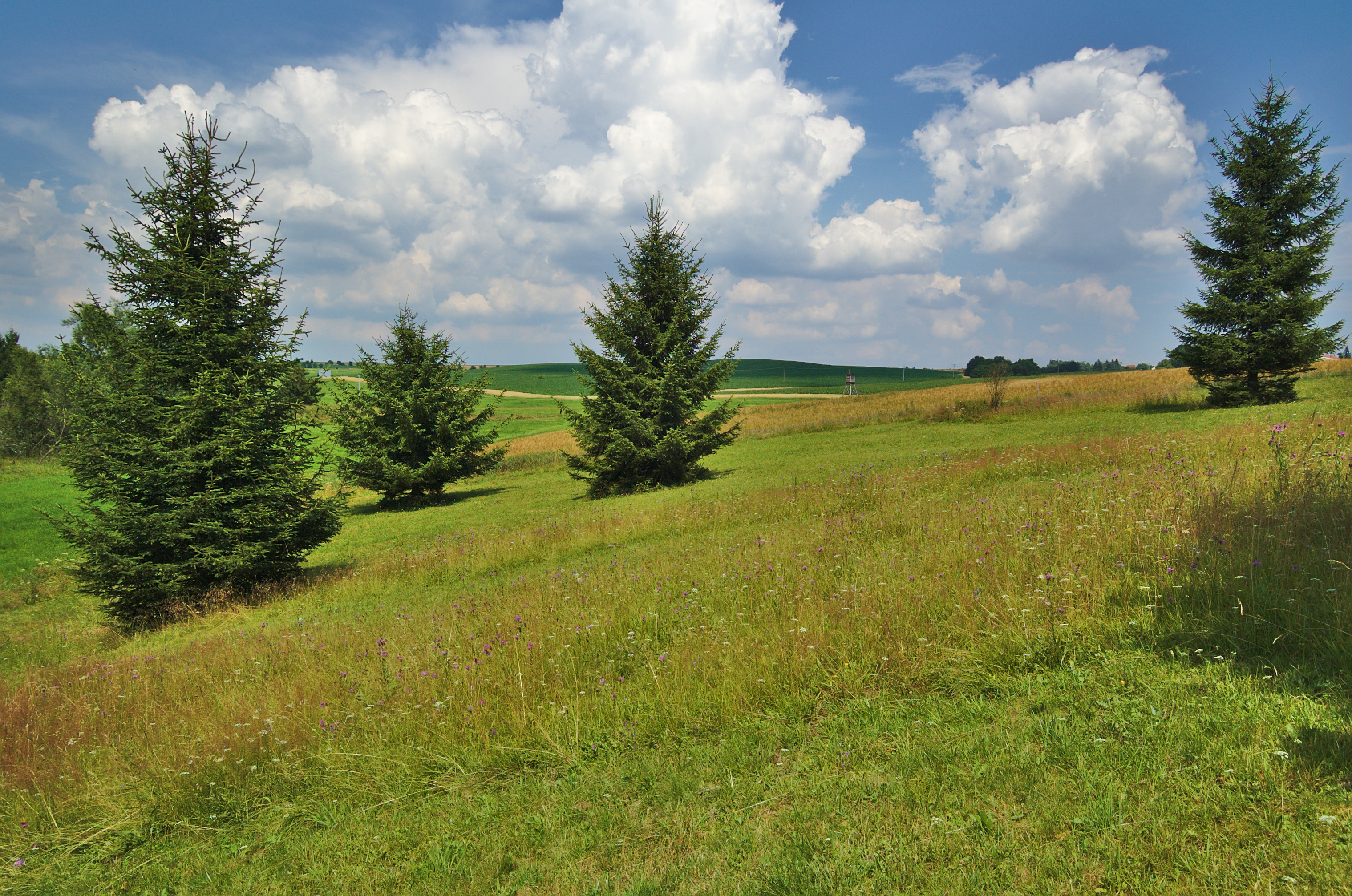
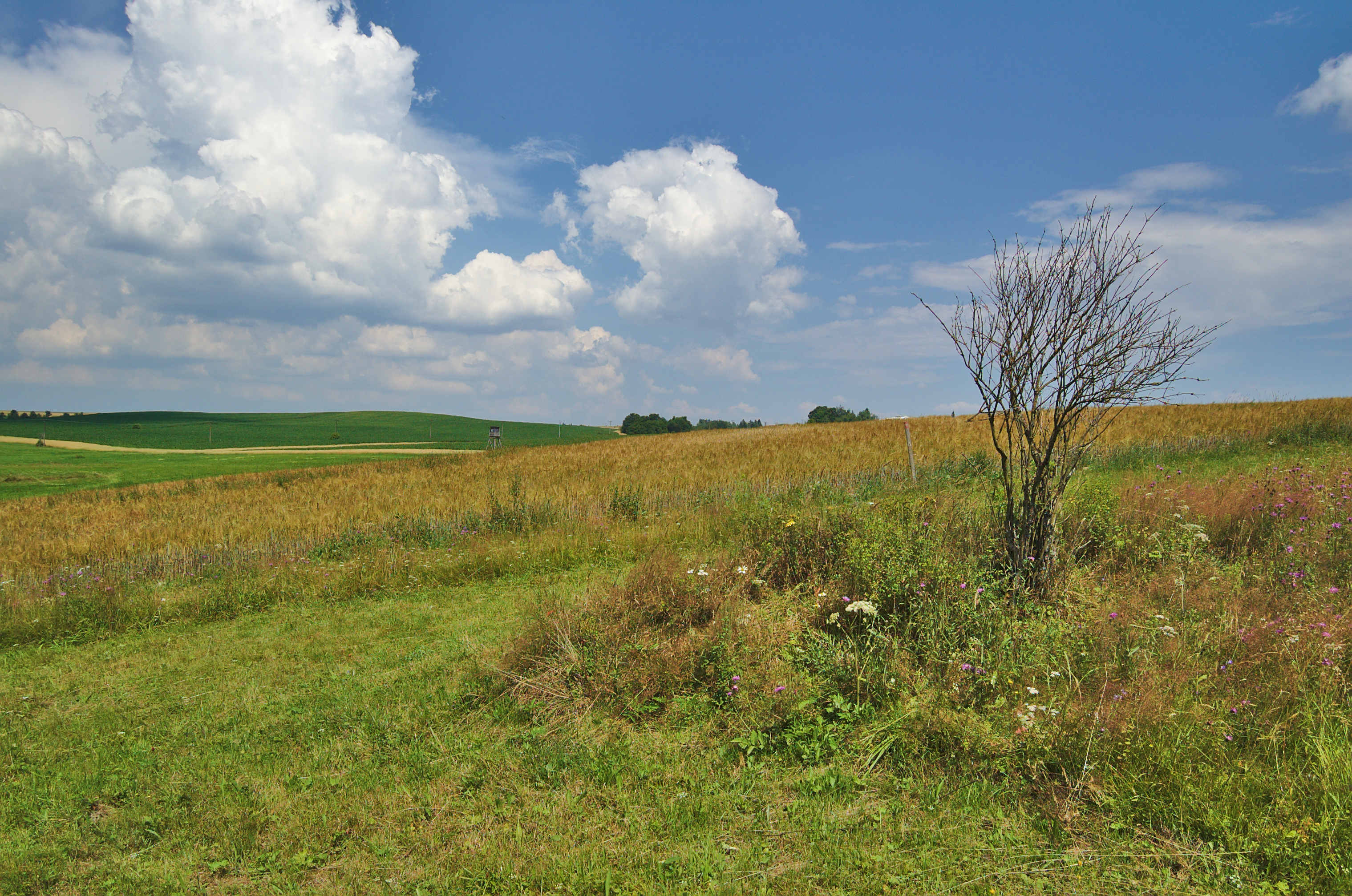
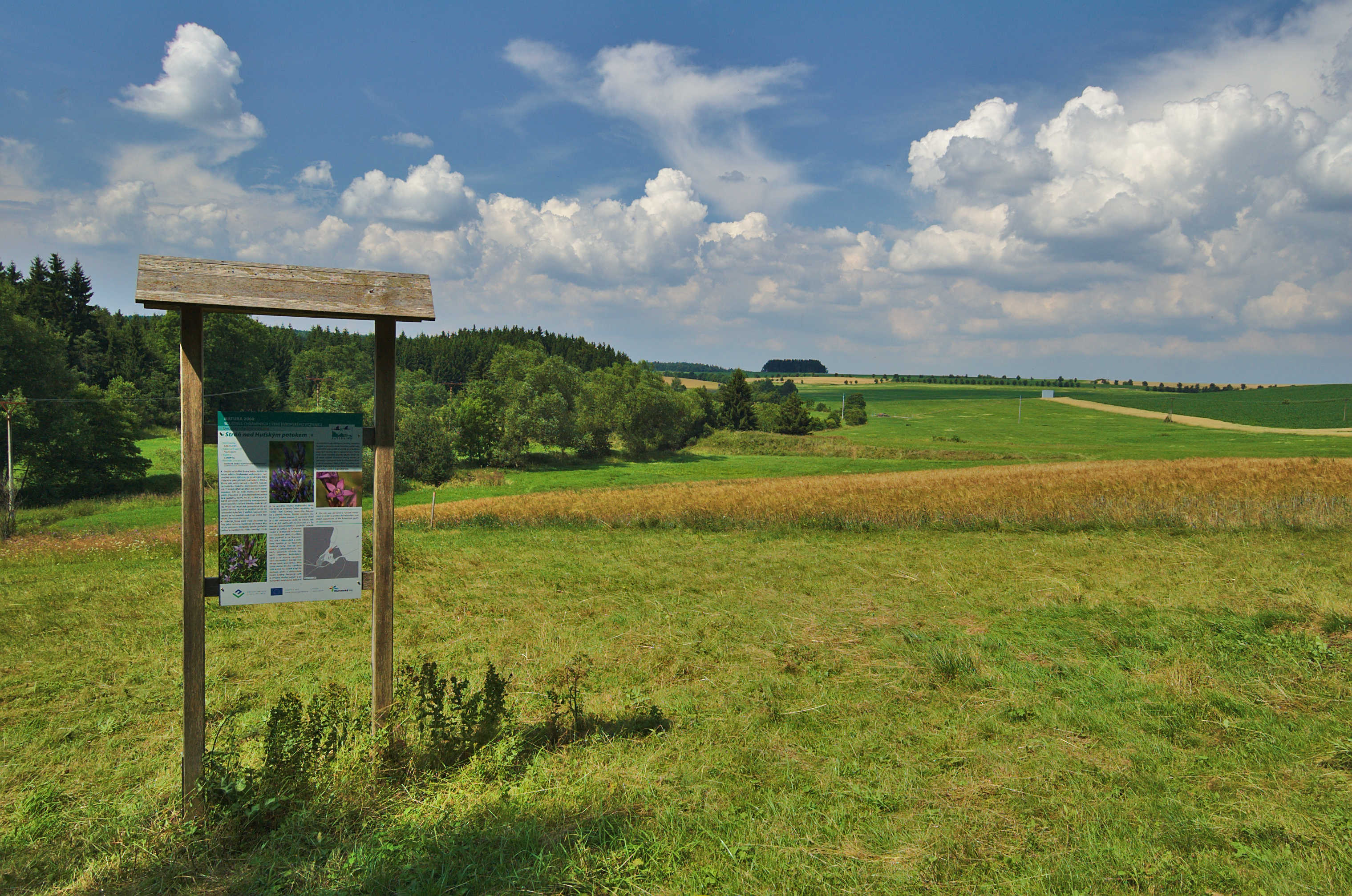